# Saint-Omer-en-Chaussée
Saint-Omer-en-Chaussée là một xã ở tỉnh Oise Hauts-de-France phía bắc Pháp. Xã Saint-Omer-en-Chaussée nằm ở khu vực có độ cao trung bình 101 mét trên mực nước biển.